# Gian Marco Schiaretti
Gian Marco Schiaretti (né le 25 novembre 1986 à Felino) est un ténor et acteur italien, essentiellement actif dans les comédies musicales.

## Biographie
Gian Marco Schiaretti est né le 25 novembre 1986 à Felino, près de Parme. Passionné par les Arts (chant, théâtre et musique) depuis son plus jeune âge, il développe un goût particulier pour les compositeurs classiques tels que Verdi, Puccini et Mozart.
À l'âge de 13 ans, il visionne coup sur coup Notre-Dame de Paris de Richard Cocciante et Luc Plamondon, puis The Phantom of the Opera d'Andrew Lloyd Webber. Ces découvertes le poussent à s'orienter vers la comédie musicale.
Jusqu'en 2005, il étudie le théâtre ainsi que le chant à Parme.
En parallèle à ses études, à 17 ans, il est repéré par Richard Cocciante. Ce dernier lui offre le rôle de Mercuzio dans sa dernière création en date, Giulietta e Romeo. La musique est signée par Cocciante et les paroles sont écrites par Pasquale Panella. Le spectacle est un succès national qui lui permet de se produire sur de nombreuses scènes italiennes, notamment aux Arènes de Vérone.
En 2012, Walt Disney Theatrical Productions et Stage Entertainment lui confient le rôle de Tarzan dans la comédie musicale du même nom, sur une musique de Phil Collins. Il tient le rôle principal pendant plus de trois ans à Hambourg et Stuttgart, durant près de 1 000 représentations.
Le rôle de Tarzan lance sa carrière. Cet élan est renforcé par sa maîtrise des langues. Outre ses langues maternelles (italien, espagnol), ses connaissances en français, anglais et allemand, ainsi que ses notions de chinois et de néerlandais, lui permettent d'auditionner auprès des productions internationales,.
Il figure dans des projets prestigieux tels qu'Evita (2016), West Side Story (2018) ou encore Moulin Rouge! (2022). À l'été 2019, il s'illustre en outre dans la première comédie musicale du Cirque du Soleil, Paramour, à Hambourg.
C'est néanmoins via ses interprétations de séducteur qu'il se distingue. En 2019, il est Phœbus dans Notre-Dame de Paris puis, en 2021, il décroche le rôle-titre dans le revival de Don Juan. Cette nouvelle mouture du spectacle de Félix Gray est largement saluée et son incarnation du noble espagnol est louée par Le Droit, TVA Nouvelles LCN, le Journal de Montréal et La Presse.
Début 2022, il est la tête d'affiche de Casanova: Opera Pop, une production signée Red Canzian (it) et Miki Porru (it). La captation du spectacle est diffusée dans les cinémas italiens en 2023. Fort de son succès, Casanova est monté à nouveau lors d'une tournée 2024-2025, toujours avec Schiaretti dans le rôle de Giacomo Casanova.
Recontacté par Cocciante, il incarne cette fois Gringoire dans Notre-Dame de Paris pour la toute première production new-yorkaise du show, à l'été 2022. Le spectacle est reconduit à Broadway en 2023.

## Scénographie partielle
- 2007 - 2011 : Giulietta e Romeo : Mercuzio
- 2012 - 2016 : Tarzan : Tarzan
- 2016 - 2018 : Evita : Ché
- 2018 : West Side Story : Bernardo
- 2018 : Autant en emporte le vent (Chine) : Rhett Butler
- 2019 - 2020 : Paramour : AJ Golden
- 2019 - 2021 : Notre-Dame de Paris : Phœbus
- 2021 / 2024 : Don Juan : Don Juan
- 2022 : Moulin Rouge! : le Duc de Monroth
- 2022 / 2024 - 2025 : Casanova: Opera Pop : Giacomo Casanova
- 2022 - 2025 : Notre-Dame de Paris : Gringoire
- 2023 : Gala The Original - Korea 2023 à Séoul (concert avec Angelo Del Vecchio, Robert Marien, Mikelangelo Loconte, Laurent Bàn, Elhaida Dani)
- 2023 : French Musical Gala Concert à Shanghai et Nankin (concert avec Angelo Del Vecchio, Robert Marien, Mikelangelo Loconte, Laurent Bàn, Elhaida Dani)
- 2024 : French Musicals Gala à Istanbul, Sofia et Budapest (concert avec Angelo Del Vecchio, Mikelangelo Loconte, Damien Sargue, Elhaida Dani)

- 2025 : Lady M : Macbeth

## Récompenses
- Prix National Sandro Massimini 2022[2]